# Râul Târnăvița, Obârșia
Râul Târnăvița este un curs de apă, afluent al râului Obârșia. 

## Hărți
- Harta județului Hunedoara
- Harta munții Apuseni
- Harta munții Bihor
- Harta interactivă județul Arad